# Космос-2549
Космос-2549 — российский военный спутник, запущенный 2 февраля 2021 года в 20:45 UTC с космодрома Плесецк ракетой-носителем легкого класса «Союз-2.1б».
Согласно Государственному контракту от 1 сентября 2014 года, заключенного между Министерством обороны Российской Федерации и ОАО МЗ «Арсенал», космический аппарат построен на платформе 14Ф145 («Лотос-С1») и имеет порядковый номер № 805.
По данным российских СМИ, основная задача космических аппаратов на платформе 14Ф145 — пассивная радиотехническая разведка.
Космический аппарат был зарегистрирован командованием воздушно-космической обороны Северной Америки как «Объект 47546».

## Первоначальные орбитальные данные спутника
- Перигей — 239,7 км
- Апогей — 899,4 км
- Период обращения вокруг Земли — 96,05 мин
- Угол наклона плоскости орбиты к плоскости экватора Земли — 67,14°

## Хронология
1 сентября 2014 года заключен договор во исполнение Государственного контракта между Министерством обороны Российской Федерации и ОАО «МЗ Арсенал» на изготовление и поставку космического аппарата на платформе 14Ф145 (идентификационный номер КА — № 805).
2 февраля 2021 года в 20:45 UTC ракета-носитель «Союз-2.1б» с космическим аппаратом «Космос-2549» успешно стартовала с космодрома Плесецк и позднее вывела на орбиту российский военный спутник.
Вскоре после запуска американские военные зарегистрировали новый спутник под номером 47546 (международное обозначение 2021-008A) на ожидаемой начальной орбите 240 на 899 километров. К 7 февраля «Космос-2549» уже отслеживался на ожидаемой орбите 907,8 на 917,3 километра с наклонением 67,1 градуса к экватору.